# Psycholog
Psycholog – zawód zaufania publicznego polegający na udzielaniu świadczeń psychologicznych, w szczególności na: diagnozie psychologicznej, opiniowaniu, orzekaniu, psychoterapii (po ukończeniu studiów podyplomowych w tym zakresie), na udzielaniu pomocy psychologicznej, nauczania, prowadzenia wykładów, kursów, szkoleń warsztatów.
Jak w każdej dziedzinie nauk stosowanych, także i w psychologii istnieje pewien niewielki odsetek adeptów, którzy zamiast ściśle rozumianej działalności zawodowej wolą realizować się głównie w działalności dydaktycznej i badawczej, wybierając karierę naukową, w ramach której prowadzą badania podstawowe (które nie mają na celu dostarczać rozwiązań gotowych do praktycznego zastosowania w celu umożliwienia lub ułatwienia pokonywania problemów społecznych bądź osobistych) lub stosowane (które z założenia ukierunkowane są na tworzenie rozwiązań nadających się do wdrożenia w praktyce zawodowej).

## Kształcenie w zakresie psychologii w Polsce
Zgodnie z prawem studia psychologiczne można w Polsce podjąć w ramach jednolitych pięcioletnich studiów magisterskich, trzyletnich studiów licencjackich oraz dwuletnich studiów magisterskich (dla magistrów i licencjatów - dla osób, które ukończyły studia magisterskie lub licencjackie - niekoniecznie w dziedzinie psychologii) w trybach: stacjonarnym (studia dzienne), niestacjonarnym (studia zaoczne) oraz online. Projekt nowej ustawy o zawodzie psychologa oraz samorządzie zawodowym psychologów, którego planowany termin przyjęcia przez RM zakładany jest na I kwartał 2026 r., zawiera zapis mówiący o tym, że tytuł zawodowy „psycholog” będzie podlegał ochronie prawnej. Dodatkowo po wejściu w życie przepisów w procederowym kształcie, dwuletnie studia magisterskie z psychologii nie będą już dostępne dla osób nieposiadających licencjat z psychologii. Ponadto psycholog może odbyć specjalizację zawodową (np. w psychologii klinicznej, psychoterapii dzieci i młodzieży lub psychoseksuologii). Psycholog może również odbyć 4-letnie szkolenie w zakresie psychoterapii i uzyskać kwalifikacje psychoterapeuty. Zasady wykonywania zawodu psychologa reguluje ustawa z dnia 8 czerwca 2001 r. o zawodzie psychologa i samorządzie zawodowym psychologów (Dz.U. z 2019 r. poz. 1026).
Uczelnie prowadzące studia psychologiczne to:
- Uniwersytet Mikołaja Kopernika w Toruniu, Wydział Humanistyczny
- Akademia Pedagogiki Specjalnej, Wydział Stosowanych Nauk Społecznych
- Górnośląska Wyższa Szkoła Handlowa im. Wojciecha Korfantego w Katowicach, Wydział Zarządzania, Instytut Nauk Społecznych
- Katolicki Uniwersytet Lubelski Jana Pawła II, Wydział Nauk Społecznych
- Krakowska Akademia im. Andrzeja Frycza Modrzewskiego, Wydział Psychologii i Nauk o Rodzinie
- Niepaństwowa Wyższa Szkoła Pedagogiczna w Białymstoku, Wydział Nauk o Wychowaniu
- Uniwersytet Gdański, Wydział Nauk Społecznych
- Uniwersytet im. Adama Mickiewicza w Poznaniu, Wydział Nauk Społecznych
- Uniwersytet Jagielloński, Wydział Filozoficzny oraz Wydział Zarządzania i Komunikacji Społecznej (psychologia stosowana)
- Uniwersytet Kardynała Stefana Wyszyńskiego w Warszawie, Wydział Filozofii Chrześcijańskiej
- Uniwersytet Kazimierza Wielkiego w Bydgoszczy, Wydział Psychologii
- Uniwersytet Łódzki, Wydział Nauk o Wychowaniu
- Uniwersytet Marii Curie-Skłodowskiej w Lublinie, Wydział Pedagogiki i Psychologii
- Uniwersytet Pedagogiczny im. KEN w Krakowie, Wydział Pedagogiczny
- Uniwersytet Szczeciński, Wydział Nauk Społecznych
- Uniwersytet Śląski w Katowicach, Wydział Pedagogiki i Psychologii
- Uniwersytet Opolski, Wydział Historyczno-Pedagogiczny
- Uniwersytet Warszawski, Wydział Psychologii
- Collegium Humanum – Szkoła Główna Menadżerska, Instytut Psychologii
- Wyższa Szkoła Bezpieczeństwa w Poznaniu
- Uniwersytet Wrocławski, Wydział Nauk Historycznych i Pedagogicznych
- Uniwersytet Zielonogórski, Wydział Pedagogiki, Psychologii i Socjologii
- SWPS Uniwersytet Humanistycznospołeczny, Wydział Psychologii oraz Wydziały Zamiejscowe w Sopocie, we Wrocławiu, Poznaniu i Katowicach
- Wyższa Szkoła Administracji Publicznej im. Stanisława Staszica w Białymstoku, Instytut Psychologii
- Wyższa Szkoła Biznesu – National Louis University z siedzibą w Nowym Sączu, Wydział Psychologii
- Lubelska Akademia WSEI, Wydział Nauk o Człowieku
- Akademia Nauk Stosowanych Towarzystwa Wiedzy Powszechnej w Szczecinie, Wydział Nauk Społecznych
- Uniwersytet VIZJA w Warszawie d. Akademia Ekonomiczno-Humanistyczna w Warszawie d. WSFiZ, Wydział Nauk o Człowieku
- Dolnośląska Szkoła Wyższa we Wrocławiu, Wydział Nauk Pedagogicznych
- Gdański Uniwersytet Medyczny, Wydział Nauk o Zdrowiu – pierwsze w Polsce jednolite studia magisterskie z psychologii na uczelni medycznej, zgodne ze standardami EuroPsy. Możliwe dwie ścieżki specjalizacyjne: neuropsychologia oraz zaburzenia afektywne i psychosomatyka
- Pomorski Uniwersytet Medyczny, Wydział Nauk o Zdrowiu
- Wyższa Szkoła Bankowa w Gdańsku
- Uniwersytet Technologiczno Humanistyczny im. Kazimierza Pułaskiego w Radomiu – Wydział Filologiczno-Pedagogiczny, katedra pedagogiki i psychologii[4]
- Akademia Nauk Stosowanych w Elblągu – Instytut Pedagogiczno-Językowy

## Działalność zawodowa
…naczelną wartością dla psychologa jest dobro drugiego człowieka. Celem jego działalności profesjonalnej jest niesienie pomocy innej osobie w rozwiązywaniu trudności życiowych i osiąganiu lepszej jakości życia na drodze rozwoju indywidualnych możliwości oraz ulepszaniu kontaktów międzyludzkich.

Działalność zawodowa psychologa obejmuje liczne dziedziny życia publicznego, m.in. oświatę (psychologia wychowawcza), medycynę (psychologia kliniczna, psychologia rozwoju człowieka, psychologia zdrowia), współzawodnictwo sportowe (psychologia sportu), wymiar sprawiedliwości i organy ścigania (psychologia sądowa), organizacje (doradztwo personalne), głównie zakłady pracy (psychologia pracy i organizacji), reklamę i marketing (psychologia reklamy) oraz prywatnego (psychoterapia).